# Tillandsia comarapaensis
Tillandsia comarapaensis là một loài thuộc chi Tillandsia. Đây là loài đặc hữu của Bolivia.